# Kreukniet & de Krimp
Kreukniet & De Krimp (Engels: Twilfitt and Tatting's) is een kledingzaak in de Harry Potter-boekenreeks van de Britse schrijfster J.K. Rowling. De winkel staat waarschijnlijk aan de Wegisweg in Londen.
Gezien het feit dat de winkel de voorkeur krijgt van de snobistische volbloedheks Narcissa Malfidus, is het waarschijnlijk een exclusieve winkel.